# Galeão Coutinho
Salisbury Galeão Coutinho (Curral del-Rei, 26 de setembro de 1897 – Ubatuba, 17 de setembro de 1951) foi um jornalista, escritor, tradutor e poeta brasileiro, conhecido por suas traduções e sua prosa crítica e bem-humorada. Ele é patrono da cadeira nº 8 da Academia Santista de Letras. Utilizou os pseudônimos "Cândido" e "João Sem Terra" em algumas de suas obras.

## Biografia
Galeão Coutinho nasceu em Curral del-Rei, atualmente Belo Horizonte, no dia 26 de setembro de 1897, e foi registrado em Pádua, no Rio de Janeiro, para onde sua família se mudou logo após seu nascimento. O nome "Salisbury" foi uma homenagem ao terceiro Marquês de Salisbury, Robert Arthur Talbot Gascoyne-Cecil, primeiro-ministro britânico na época de seu nascimento. Apesar do nome inspirado na política britânica, Salisbury escolheu como tribuna as redações de jornais no Brasil, onde se destacou como jornalista e cronista.
Coutinho iniciou sua carreira jornalística em 1915, em Santos, trabalhando no jornal A Tribuna. Sua trajetória o levou a São Paulo, onde atuou em A Gazeta, chegando ao cargo de redator-chefe. Trabalhou ainda no Correio Paulistano, Jornal da Manhã, Folha de S. Paulo e Jornal de Notícias, do qual era diretor quando faleceu.

## Carreira Literária
Galeão Coutinho se destacou na literatura brasileira por seu estilo tragicômico e suas criações de personagens cativantes e anedóticos. Suas obras frequentemente abordavam as peripécias do cotidiano com um olhar crítico e irônico, explorando temas sociais e políticos de maneira acessível e envolvente.
Fundou, na década de 1930, a editora Edições Cultura Brasileira junto a Mário de Andrade, Sérgio Milliet e outros intelectuais, buscando promover a literatura nacional. Publicou obras que marcaram sua carreira, como:
- Vovô Morungaba (1938)
- Simão, o Caolho (1937)
- A Vida Apertada de Eunápio Cachimbo (1939)
- Confidências de Dona Marcolina (1949)
- A Vocação de Vitorino Lapa (1942)
- O Último dos Morungabas (1944)
- Parque Antigo (1920)

Esses romances e novelas exploram aspectos da vida brasileira, muitas vezes através de personagens marginalizados ou incomuns, sendo ainda hoje considerados parte relevante da prosa brasileira do século XX.

## Homenagens
Em 1953, foi aprovada uma lei que nomeou uma rua em sua homenagem no bairro do Embaré, em Santos. A Rua Galeão Coutinho, oficializada pelo decreto nº 649 em 29 de março de 1954, é um símbolo de sua importância para a cidade e para o jornalismo nacional.

## Filmes e Adaptações
As obras de Galeão Coutinho chamaram a atenção do cinema nacional, sendo adaptadas para filmes que trouxeram seus personagens e histórias para um público mais amplo. Entre as principais adaptações estão:
- Romance de um Mordedor (1944), uma comédia baseada no romance Vovô Morungaba, dirigida por José Carlos Burle.
- Simão, o Caolho (1952), uma adaptação dirigida por Alberto Cavalcanti, que levou ao cinema uma de suas novelas mais conhecidas.
- Mulher de Verdade (1954), em parceria com Osvaldo Moles e Miroel Silveira, filme que explorou questões sociais brasileiras.

## Traduções e Crítica Social
Reconhecido como um dos grandes tradutores brasileiros, Galeão Coutinho foi também um crítico assíduo e perspicaz das tendências culturais de sua época. Durante a Semana de Arte Moderna de 1922, por exemplo, ele criticou o movimento modernista brasileiro, usando o pseudônimo "Cândido" para expressar opiniões sobre a arte e a literatura. Em suas colunas, frequentemente demonstrava um tom irônico ao abordar o futurismo e outras correntes, apontando o que via como superficialidade ou falta de seriedade nessas manifestações.

### Crítica à Semana de Arte Moderna
Salisbury foi um dos críticos da Semana de Arte Moderna, evento que marcou a arte e a cultura brasileiras, embora ele mantivesse um olhar cético sobre o modernismo. Em sua coluna, ele ironizou os participantes da Semana, chamando-os de "clowns" e comparando o evento a uma celebração carnavalesca. Ainda que reconhecesse a originalidade do movimento, via nele exageros e uma carência de conteúdo que, segundo ele, mascaravam uma "pobreza de inspiração artística".

## Legado
Galeão Coutinho faleceu tragicamente em um acidente aéreo em 17 de setembro de 1951, quando viajava do Rio de Janeiro para São Paulo. Ele deixou um legado como romancista, cronista e tradutor, sendo lembrado por seu olhar crítico e por suas contribuições à literatura e ao jornalismo brasileiro. Suas obras continuam a ser estudadas e admiradas por sua capacidade de capturar a essência da sociedade brasileira com um toque de humor e humanidade.